# マリア＝ジュゼッパ・ロブッチ＝ナルジーゾ
マリア＝ジュゼッパ・ロブッチ＝ナルジーゾ（Maria-Giuseppa Robucci-Nargiso、1903年3月20日 - 2019年6月18日）は、イタリアの長寿の女性。存命中に世界全体で2番目の長寿者であった。イタリア国内では最高齢の人物であった。またイタリアの人物としてはエンマ・モラーノに次ぐ史上2番目の長寿者である。また、2019年に死去した人物では最高齢である。

## 人物
1903年3月20日、イタリア・プッリャ州に生まれる。1928年12月3日に結婚。夫は1982年に死去する。家族は第二次世界大戦後の数年間財政的に苦しんでいた。5人の子供がおり、1人は修道女に、もう一人は2015年時点で存命中だった。
2003年の100歳の誕生日の様子はテレビで報道された。当時はまだ木を切ることも可能であった。11年後の111歳の時点でも自身だけでの歩行が可能であったが、2014年に腰を骨折し手術を受け、手術後にまた行うようになった。

## 長寿記録
- 2017年12月15日、アナ・ベラ＝ルビオの死去によりヨーロッパで2番目、世界で5番目の長寿者となった。
- 2018年4月21日、田島ナビの死去により世界で4番目の長寿者となった。
- 2018年7月6日、ジュゼッピーナ・プロジェット＝フラウの死去により世界で3番目の長寿者になったと同時に、ヨーロッパ域内、イタリア出身者、イタリア国内における最高齢の人物となった[2][10]。
- 2018年7月22日には都千代が死去したことにより、世界第2位の長寿の人物となった。
- 2019年6月18日、死去。116歳90日であった[11]。